# 지우개 따먹기
《지우개 따먹기》(Eraser Wrestling)는 한국에서 제작된 민동현 감독의 1999년 드라마 영화이다. 문하늘 등이 주연으로 출연하였고 민동현 등이 제작에 참여하였다.

## 출연

### 주연
- 문하늘
- 박하
- 문상혁

### 조연
- 임영순
- 조한건
- 계성룡
- 문인대
- 도정욱
- 김종덕
- 이호진
- 이아름

## 기타
- 프로듀서: 오정현
- 제작자문: 김용태
- 조명: 이정민
- 조연출: 정명숙
- 동시녹음: 정진욱